# Legoland

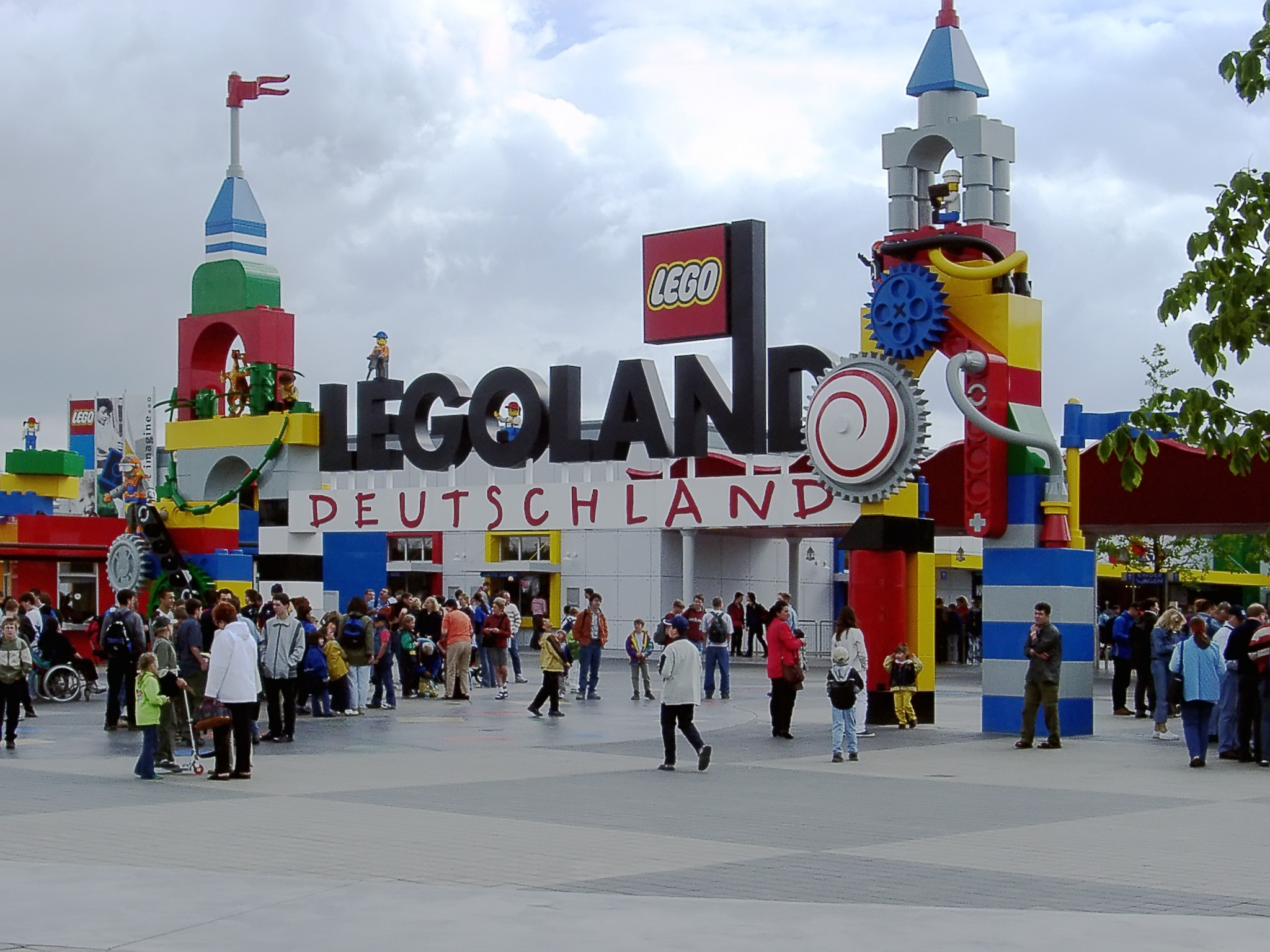
A entrada da Legoland na Alemanha.

Legoland (marca registrada em maiúsculas como LEGOLAND, em português conhecida como Legolândia) é uma cadeia de parques temáticos da Lego. Eles não são totalmente detidos pelo próprio Lego Group; em vez disso, pertencem e são operados pela empresa britânica de parques temáticos Merlin Entertainments.
O Legoland Billund Resort, o primeiro Legoland, foi inaugurado em Billund, na Dinamarca, em 1968, seguido pelo Legoland Windsor Resort, em Windsor, em 1996. Outros parques foram abertos na Alemanha, Japão, Malásia, Dubai, Estados Unidos (Califórnia e Flórida). Coreia do Sul, Nova York e Shangai (aberto em julho de 2025).

## Atrações
Os parques são comercializados para famílias com crianças mais novas (até 11 anos) e, embora as atrações incluam uma série de montanhas-russas, as montanhas-russas não são tão numerosas ou tão extremas quanto as de outros parques, e há uma ênfase maior em passeios adequado para crianças pequenas. Os parques Legoland são divididos em várias áreas, que são consistentes entre os parques da cadeia. Por exemplo, todos os seis parques incluem uma minilândia da Lego, uma vila modelo que inclui modelos de monumentos e cenas de todo o mundo, feitos de milhões de peças genuínas de Lego.

### Elementos educacionais

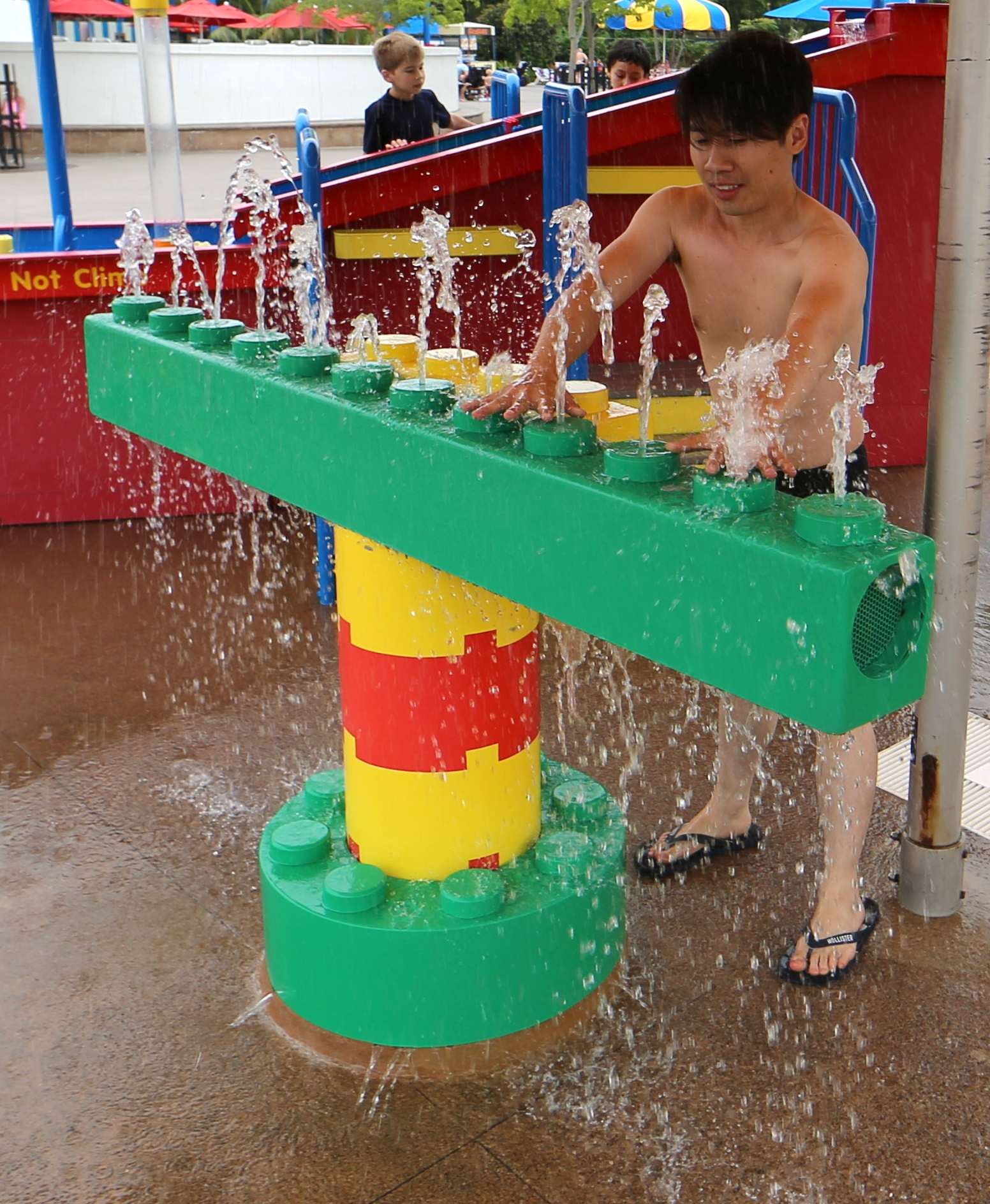
Elementos educacionais da Legoland incluem a "hydraulophone", um órgão que funciona através da pressão da água

Um aspecto importante da Legoland é a educação e a aprendizagem.
As atrações dos parques são todos com temas de Lego; muitos são feitos para aparecer como se fossem feitos de blocos de Lego. Eles tendem a se basear em uma linha específica de Lego: por exemplo, um passeio popular em todos os seis parques é o Dragon Coaster, que é vagamente baseado nos conjuntos de Lego do Reino dos Cavaleiros. Outro passeio popular é a escola de condução, em que as crianças podem dirigir pequenos carros elétricos feitos para parecer carros Lego em torno de uma pequena rede rodoviária, após o que eles ganham uma licença de condução simulada.
Apesar da semelhança das atrações mencionadas acima, o conjunto exato de passeios varia entre os parques, embora, como nos parques da Disney, haja alguma sobreposição dos temas.

## Parques atuais
| Parque                      | Localização                     | Aberto em             | Detalhes |
| Europa                      | Europa                          | Europa                | Europa |
| --------------------------- | ------------------------------- | --------------------- | --- |
| Legoland Billund Resort     | Billund, Dinamarca              | 1968                  | A mais antiga Legoland e foi construída perto da fábrica original da Lego. Está dividido em dez mundos diferentes: Terra Duplo, Zona Imaginária, Cidade LEGOREDO, Terra da Aventura, Miniland, Terra dos Piratas, Cidade Lego, Reino dos Cavaleiros, Terra Viking e Terra Polar. O parque tem 1,6 milhão de visitantes por ano, tornando-se a maior atração turística na Dinamarca, fora de Copenhague. |
| Legoland Deutschland Resort | Günzburg, Alemanha              | 2002                  | A partir de 2009, há sete áreas no parque, incluindo: Imagination Center, Miniland, LEGO X-treme, LEGO City, Knights Kingdom, Adventure Land e Land of the Pirates. |
| Legoland Windsor Resort     | Windsor, Berkshire              | 1996                  | Construído no site do anterior Safari Safari Park. A partir de 2015, há doze áreas no parque, incluindo: The Beginning, Imagination Center, Miniland, Duplo Land, Heartlake City, LEGO City, Terra dos Vikings, Reino dos Faraós, Pirates Shores, Knights Kingdom, Star Wars e Terra de Aventura. É o maior parque Legoland do mundo em termos de área - sua área é aproximadamente cinco vezes maior que a da Legoland Billund. |
| Oriente Médio               |                                 |                       | |
| Legoland Dubai Resort       | Dubai, Emirados Árabes Unidos   | 31 de outubro de 2016 | Ele foi originalmente programado para abrir em 2011 em Dubailand como "Legoland Dubailand", mas foi atrasado até outubro de 2016 e agora está localizado em Dubai Parks and Resorts e Water Park como "Legoland Dubai". Possui 6 áreas: Fábrica, Lego City, Imaginação, Reinos, Aventura e a primeira Miniland coberta. |
| América do Norte            |                                 |                       | |
| Legoland California Resort  | Carlsbad, Califórnia            | 20 de março, 1999     | O parque é dividido em nove seções, que são: The Beginning, Explorer Island, Heartlake City, Fun Town, Castle Hill, Miniland EUA, Imagination Zone, Pirate Shores e Land of Adventure. Um aquário Sea Life é adjacente à Legoland California. Em 2010, um parque aquático foi inaugurado em seu terreno, como um dos três únicos parques da Legoland (seguidos pela Legoland Florida [anteriormente conhecida como Splash Island], a Malásia e o Dubai sendo o mais novo) a apresentar um parque aquático. Em 24 de maio de 2014, um complemento foi construído para o parque aquático, com tema após Legends of Chima.                                                  |
| Legoland Florida Resort     | Winter Haven, Flórida           | 15 de outubro, 2011   | O segundo parque Legoland nos Estados Unidos, e o segundo maior parque Legoland do mundo depois do Legoland Windsor, que é 5 vezes maior que o de Billund. O parque foi construído no antigo local de Cypress Gardens, um parque temático historicamente famoso na Flórida. Este parque está dividido em 13 áreas: The Beginning, Fun Town, Duplo Land, Miniland EUA, Kingdoms, Pirates Cove, Imagination Zone, Technic, Terra da Aventura, Lego City, Chima, LEGO Friends, Ninjago e uma réplica restaurada do Cypress. Jardins Legoland Florida abriu um parque aquático que substitui o antigo parque aquático Cypress Gardens "Splash Island" em 26 de maio de 2012. |
| Ásia                        |                                 |                       | |
| Legoland Japan Resort       | Nagoya, Japão                   | 1 de abril, 2017      | Em 30 de junho de 2014, Merlin e a cidade de Nagoya anunciaram oficialmente que assinaram um contrato para a construção da Legoland Japão, a ser inaugurada no porto de Nagoya, no Japão, em fevereiro de 2017. A construção começou oficialmente em 15 de abril de 2015. O parque tinha previsão de custar cerca de US $ 15 milhões para construir o primeiro estágio. O parque foi inaugurado oficialmente em 1º de abril de 2017. De acordo com o contrato, a segunda etapa desta Legoland será concluída em 2021. |
| Legoland Malaysia Resort    | Iskandar Puteri, Johor, Malásia | 15 de setembro, 2012  | É a primeira Legolândia na Ásia. Inicialmente, existem sete áreas temáticas de atrações para todas as idades que são; Miniland, The Beginning, Terra da Aventura, Imaginação, LEGO Kingdom, LEGO Technic e LEGO City. A peça central do parque é Miniland, onde quase todos os marcos asiáticos foram construídos usando tijolos LEGO. O parque aquático LEGOLAND® foi construído em 11 de março de 2016. |

## Futuros parques
| Parque            | Localização proposta   | Data de abertura prevista | Detalhes |
| América do Norte  | América do Norte       | América do Norte          | América do Norte |
| ----------------- | ---------------------- | ------------------------- | --- |
| Legoland New York | Goshen                 | 2020                      | Em maio de 2016, a Merlin Entertainment PLC informou que comprou 520 acres (210 ha) em Goshen, Nova York, uma cidade onde os parques de diversão são proibidos por lei (atual goshen zoning) ao sul do antigo Hospital Arden Hill. "para desenvolver um parque temático da Legoland, Se aprovado, o projeto entraria em operação na primavera de 2017 e deve ser concluído dois anos depois. Em outubro de 2017, o conselho da cidade de Goshen aprovou o plano do local para o parque proposto. O trabalho de limpeza do local começou em janeiro de 2018, com uma data de inauguração planejada para 2020. Um Legoland Hotel também está planejado para abrir em 2020 junto com o parque. |
| Ásia              |                        |                           | |
| Legoland Korea    | Gangwon, Coreia do Sul | 2019                      | A Legoland Korea está atualmente em construção em Chuncheon, província de Gangwon com abertura prevista para a primavera de 2019 e será a maior Legoland do mundo com quase 1,3 milhão de metros quadrados incluindo um hotel Lego, condomínios, parque aquático, spa e outlets. Será a primeira Legolândia do mundo localizada em uma ilha. A construção da ponte que liga a ilha Legoland à Estação Chuncheon começou oficialmente em 28 de novembro de 2014 e a construção do parque temático será concluída em janeiro de 2019. Localizado ao lado da Estação Chuncheon do Metrô Metropolitano de Seul, o local fica a uma viagem de 1 hora de Seul através do trem ITX.                |
| Legoland Shanghai | Shanghai               | 2022                      | Em 21 de outubro de 2015, a Merlin e a China Media Capital anunciaram um investimento conjunto de US $ 300 milhões para a construção de um parque de diversões Legoland em Xangai, na China. O presidente-executivo da Merlin, Nick Varney, disse que a Legoland Shanghai seria um investimento do mesmo tamanho para os US $ 300 milhões que está construindo no Japão, Coréia e Dubai. Espera-se que seja inaugurado na área do Lago Dianshan no distrito de Qingpu até 2022. |

## Parques desativados
Havia um Legoland Park anterior na Alemanha, de 1973 a 1976. Foi localizado na cidade de Sierksdorf, no norte da Alemanha. Em 1976 o parque foi vendido; a antiga Legoland Sierksdorf é agora o Hansa-Park.

## Parques
Atualmente estão 11 parques em funcionamente e 4 planeados. 